# 工藤有生
工藤 有生（くどう なおき、1995年9月5日 - ）は、日本の元陸上競技選手。専門は長距離走。東広島市立高屋中学校･広島県立世羅高等学校・駒澤大学卒業。コニカミノルタに所属した 。

## 経歴

### 中学時代
- 3年時に全日中3000mに出場したものの、結果は予選落ちだった。
- 全国中学駅伝の出場を懸けた中国中学校駅伝の2区(3km)で8分45秒の区間新記録をマークしたものの、西条中に20秒差及ばず全国大会出場を逃した。その西条中は全国中学校駅伝で準優勝を果たした。

### 高校時代
- 広島県の駅伝の名門・世羅高等学校に進学。世羅高校は工藤が高校1年生の時に全国高校駅伝で優勝を果たし、2・3年時もそれぞれ入賞していたが、工藤本人は3年間で1度も同駅伝に出走することはなかった（2・3年時には補欠選手としてはエントリーされていた）。また全国高校総体出場経験もなく、強豪校の選手でありながらまったく無名の存在であったものの、3年時の中国高校駅伝4区で区間賞を獲得している。

### 大学時代

#### 1年時（2014年度）
- 大学駅伝の強豪・駒澤大学に進学。「4年間で１回箱根駅伝に出れればよい。」という思いを持っての進学であり、走りも指揮官の大八木弘明に最悪の印象を与えるものであった。 しかし、夏合宿を経て一気に才能が開花した。
- 11月の第46回全日本大学駅伝では1年生ながら5区に出走、区間2位の快走で駒大の4連覇に貢献した。
- 上尾シティハーフマラソンで1時間02分18秒（日本ジュニア歴代3位）の好記録をマーク。大八木監督に駒大の箱根駅伝優勝のカギを握るキーマンとして指名された[2]。
- 迎えた第91回箱根駅伝では4区を担当し、先頭でタスキを受け取ると従来の区間記録を更新する好走で先頭を死守した（記録：54分31秒）。 しかし、青山学院大学の1年生・田村和希が工藤の記録を3秒上回る54分28秒を記録したため、工藤の区間記録は樹立のわずか46秒後に塗り替えられることになった。チームは5区のブレーキもあり往路4位・総合2位に終わる。
- 2015日本学生ハーフマラソンでは1時間02分12秒で自己記録を更新し2位入賞。2015年夏季ユニバーシアードハーフマラソン日本代表に内定した。

#### 2年時（2015年度）
- 前年はケガの影響で出場できなかった第94回関東インカレでは2部10000mに出場し、29分14秒66の記録で2位入賞[3]。
- ユニバーシアード光州大会ハーフマラソンでは5位入賞を果たす。小椋裕介（青学大）が金メダル、一色恭志（青学大）が銀メダル、髙橋裕太（帝京大学）が銅メダルと表彰台を独占し、日本勢は団体で金メダルを獲得したが、日本勢4番手だった工藤は団体優勝には貢献できなかった[4][5]。
- 第27回出雲駅伝では3区を担当。先頭でタスキを受け取ったが、24秒後に出発した久保田和真（青学大）に中継所直前で捉えられ2位に後退。駒大は最終6区まで青学大と優勝争いを演じたが、最後は大きく離され3位に終わった。
- 5連覇を目指して挑んだ第47回全日本大学駅伝ではエース区間2区を担当し、区間2位の好走で順位を4位から2位に押し上げた。しかしチームは先行する東洋大学を捉えられず3位に終わった[6]。
- 第92回箱根駅伝では華の2区を担当。14番手から追い上げ8人の5位集団に合流、15.8kmで集団から抜け出し一時は単独5位を走るなど見せ場を作り、6位でタスキリレー。区間4位の好走であった。
- 3月の第22回世界ハーフマラソン選手権では日本勢トップの22位。団体5位入賞の原動力となる。

#### 3年時（2016年度）
- 日本選手権10000mでの入賞を狙っていたが、5月に陸上部寮内で転倒したことが影響し関東インカレを欠場。日本選手権の参加標準記録突破はならなかった。
- 第28回出雲駅伝では3区区間4位。同時にタスキを受けた塩尻和也（順天堂大学）からは大きく離される結果に終わった。チームは優勝争いに絡めず5位。
- 第48回全日本大学駅伝では1区区間3位。チームは優勝争いに絡めず4位。
- 3年時の秋から「左脚が抜ける感覚」に悩まされ[7]、箱根駅伝も万全な状態ではなかったという。
- 第93回箱根駅伝では2区を担当。6人の先頭集団の中でレースを進めるも、ハイペースで集団を引っ張る鈴木健吾（神奈川大学）に17.9kmで振り切られ、55秒差の3位でタスキリレー。区間6位に終わる。
- 2017日本学生ハーフマラソンでは1時間02分15秒で鈴木に次ぐ2位入賞。3位の片西景（駒大）とともに2017年夏季ユニバーシアードハーフマラソン日本代表に内定する。

#### 4年時（2017年度）
- 第96回関東インカレでは2部5000mで8位（日本人4位）、10000mで10位（日本人6位）。トラックシーズンは10000mに積極的に出場したが、日本選手権の参加標準記録突破はならなかった。
- 8月のユニバーシアード台北大会ハーフマラソンでは片西に次ぐ2位で銀メダルを獲得。
- 第29回出雲駅伝では3区区間7位と苦戦。チームは7位。
- 第49回全日本大学駅伝では2区を担当。先頭集団でレースを進めるも渡邉奏太（東洋大）に離され13秒差の2位でタスキリレー。区間4位・チームも4位。
- 第94回箱根駅伝前の合宿では満足に練習を消化することができず、本選では復路7区を担当する。チームは往路で苦戦し13位でタスキを受けるも、5km過ぎから「左脚が抜ける感覚」が再発。左脚に力が入らずフォームを崩して蛇行を繰り返し、区間14位と不本意な結果に終わった。7区を終わって10位と4分09秒の大差がついた駒大は9区・10区で追い上げるも、シードまで48秒届かず総合12位に終わった[8][9]。

### 実業団時代
- コニカミノルタ入社2年目の2019年6月、東海大学長距離競技会5000mでレースに復帰。同年は5000m・10000mの記録会を中心に出場し、2020年2月には第60回唐津10マイルロードレース大会にも出場している。
- しかし2020年は新型コロナウイルスの影響により記録会が相次いで中止となったことで、結果を残すチャンスが無くなり精神的にまいってしまったという[10]。
- 2020年度をもって引退を決断。社業に専念しつつ市民ランナーとして競技を続ける[11]。

## 自己記録・成績

### 自己ベスト記録
- 5000m - 13分52秒92（2015年 金栗記念選抜陸上中長距離大会）
- 10000m - 28分23秒85（2015年 日本体育大学長距離記録会）
- ハーフマラソン - 1時間01分25秒 （丸亀ハーフマラソン）[12]

### 大学駅伝成績
| 学年             | 出雲駅伝                    | 全日本大学駅伝              | 箱根駅伝                               |
| ---------------- | --------------------------- | --------------------------- | -------------------------------------- |
| 1年生 (2014年度) | 第26回 ― - ― 大会中止       | 第46回 5区-区間2位 34分09秒 | 第91回 4区-区間2位 54分31秒 区間新記録 |
| 2年生 (2015年度) | 第27回 3区-区間4位 24分40秒 | 第47回 2区-区間2位 37分52秒 | 第92回 2区-区間4位 1時間8分04秒        |
| 3年生 (2016年度) | 第28回 3区-区間4位 25分16秒 | 第48回 1区-区間3位 43分47秒 | 第93回 2区-区間6位 1時間8分09秒        |
| 4年生 (2017年度) | 第29回 3区-区間7位 25分35秒 | 第49回 2区-区間4位 38分41秒 | 第94回 7区-区間14位 1時間07分07秒      |